# واتو واتو، پرنده اعجاب‌انگیز
واتو واتو، پرنده اعجاب‌انگیز (انگلیسی: Wattoo Wattoo Super Bird; فرانسوی: Wattoo Wattoo‎) نام یک مجموعهٔ کارتونی فرانسوی است که در سال ۱۹۷۸ میلادی ساخته شد و از ۵۶ قسمت ۵ دقیقه‌ای تشکیل شده بود. هدف از ساخت این سریال، آموزش اخلاق به کودکان بود.
این مجموعه در اواخر دههٔ ۵۰ خورشیدی از تلویزیون ایران با مدیریت دوبلاژ مهدی علیمحمدی نیز پخش شد.